# Dark Dance Treffen
Das Dark Dance Treffen (kurz: DDT) war eine zwischen 2000 und 2016 mehrmals im Jahr stattfindende Konzertveranstaltungsreihe in Lahr der Alternative- und Schwarzen Szene. Die Veranstaltung wurde szeneintern organisiert und zählte bis zu 2000 Besucher.

## Geschichte
Das erste Treffen fand im Dezember 2000 statt. Zunächst als Veranstaltung für die Schwarze Szene Süddeutschlands gedacht, umfasste das Dark Dance Treffen lediglich eine Diskothekenveranstaltung mit sich abwechselnden DJs, die mit der Zeit aufgrund ansteigender Besucherzahlen auf mehrere, thematisch unterschiedliche Tanzflächen ausgedehnt wurde. 2004 wurde das neunte DDT erstmals um ein Konzert erweitert. Die Auswahl der Auftritte deckte eine große Bandbreite innerhalb der Schwarzen Szene ab. Im Januar 2006 wurde der Titel der Veranstaltung von „Süddeutsches Dark Dance Treffen“ in „Dark Dance Treffen“ umbenannt. Ende Januar 2016 gab der Veranstalter bekannt, dass die Veranstaltungsreihe nicht mehr fortgeführt würde.

## Veranstaltungsort
Das Universal D.O.G., ein ehemaliges Kino Kanadischer und Französischer Streitkräfte neben dem Flughafen Lahr, diente als Veranstaltungsort. Beim DDT traten die Bands in zwei Räumen auf. Der „Dark Dance Floor“ hatte die Besonderheit, dass es sich um einen ehemaligen Kinosaal mit abgeschrägtem Boden handelte, so dass man von jedem Punkt der Halle einen ungestörten Blick zur Bühne hatte. Weitere Räumlichkeiten wurden für Diskoveranstaltungen genutzt. Im Sommer wurde der Garten des Geländes als Besucherbereich geöffnet.

## Programm
Die ersten Bands des Abends spielten auf der Hauptbühne des DDT. Meist stammten diese aus den Musikrichtungen Mittelalter-Rock und Future-Pop, der Headliner des DDT spielte am späten Abend bis Mitternacht. Anschließend fanden im „Maschinenraum“ weiteren Konzerte statt. Die Künstler dieser Konzerte waren eher der elektronischen Tanzmusik der Schwarzen Szene zuzurechnen. Vor und nach den Konzerten waren der „Depeche-Mode-Floor“ und der Mittelalter-Floor als thematisch gebundene Tanzflächen für Besucher zugänglich.

## Neuauflage 2022
Für 2022 wurde eine Neuauflage des Dark-Dance-Treffens als viertägiges Festival im MS Connexion Complex in Mannheim angekündigt.

## Line-up (Auswahl)
- Nr. 42 – 2012:[5] Eisenfunk, In Strict Confidence, microClocks, Saltatio Mortis, Tyske Ludder, Vault-113
- Nr. 43 – 2013:[6] Coma Divine, Heimatærde, Inkubus Sukkubus, Soman, Tanzwut
- Nr. 44 – 2013:[7] Agonoize, Clan of Xymox, Eisenfunk, Grausame Töchter
- Nr. 45 – 2013:[8] Chrysalide, Diorama, Faderhead, K-Bereit, Seelennacht, Soman
- Nr. 46 – 2014:[9] Felix Marc, Leather Strip, Tuxedomoon, Whispers in the Shadow, [x]-Rx
- Nr. 47 – 2014:[10] Centhron, Das Ich, Frozen Plasma, Mono No Aware, Nachtmahr
- Nr. 48 – 2014:[11] Fliehende Stürme, Klangstabil, Monolith, Welle: Erdball
- Nr. 49 – 2015:[11] Greyhound, Hocico, Nullvektor, Ost+Front, Phasenmensch, Suicide Commando
- Nr. 50 – 2015:[11] Die Apokalyptischen Reiter, The Beauty of Gemina, P·A·L, Rummelsnuff, Sonic Area, Winterkälte
- Nr. 51 – 2015:[11] Frozen Plasma, Hologram, Plastic Noise Experience, Psyche, Seelennacht, Serpents